# 익발 테이바
익발 테이바(Iqbal Theba, 1963년 12월 20일 ~ )는 파키스탄 태생의 미국 배우이다. 드라마 《글리》의 피긴스 교장 역으로 출연했다.

## 출연 작품
- 그린 북 (2018)
- 더 타이거 헌터 (2016)
- 당신에게도 사랑이 다시 찾아올까요? (2012)
- 커뮤니티 1 (2009)
- 글리 시즌1 (2009)
- ER (1994)
- 은밀한 유혹 (1993)
- 못말리는 번디 가족 (1987)